# Abdoulaye Keita
Abdoulaye Keita (Bamako, 5 de janeiro de 1994) é um futebolista profissional malinês que atua como volante.

## Carreira
Abdoulaye Keita começou a carreira no Bastia.